# اوغول‌باغی (سولواووا)
اوغول‌باغی (به ترکی استانبولی: Oğulbağı) یک منطقهٔ مسکونی در ترکیه است که در سولواووا واقع شده‌است.